# Baia Hidden
La baia Hidden (in inglese Hidden Bay), letteralmente baia Nascosta, centrata alle coordinate (65°02′S 63°46′W), è una baia lunga circa 5 km situata sulla costa di Danco, nella parte occidentale della Terra di Graham, in Antartide. La baia è delimitata da capo Renard e da punta Aguda, sulla costa nordorientale della penisola Kiev.

## Storia
La baia Hidden è stata scoperta dalla spedizione belga in Antartide del 1897-99, comandata da Adrien de Gerlache, ed è stata così battezzata nel 1958 dal Comitato britannico per i toponimi antartici in virtù del fatto che, guardando da nord, la baia è nascosta alla vista dalle isole Screen (chiamate letteralmente isole Schermo proprio perché fanno fa schermo alla baia).